# Jan Sanders
Pour les articles homonymes, voir Sanders.
Jan Sanders (né à Kwadijk aux Pays-Bas en 1919 et mort le 21 décembre 2000) est un peintre néerlandais. Passionné par le dessin, il embrasse une carrière de professeur et d'illustrateur.
L'entreprise de peinture  Sigma coatings fera sa renommée en lui demandant d'illustrer les planches d'un calendrier. C'est un véritable succès et ses calendriers deviennent rapidement de vrais objets de collection.
Sigma coatings réalise le potentiel publicitaire de ce travail, et demande au dessinateur d'introduire dans toutes ses planches un matelot peintre portant un pot de peinture de la marque.
Bien qu'il ne soit pas marin, les navires sont très détaillés. 
En noir & blanc, puis en couleurs, ses travaux deviennent célèbres chez les marins en particulier.
Jan Sanders a enseigné à l'académie Rieltvelt d'Amsterdam. Il meurt en 2000 à l'âge de 81 ans.

## Quelques titres parus en France
- La barre à bâbord (Edition Glénat) -1983- Edition originale [nl: Rukwinden] 1983
- Branle-bas de combat (Edition Glénat) -1981- Edition originale [nl: Loos Alarm] 1980
- Les gars de la marine (Editions Glénat) -1980- Edition originale [nl: 't Kan verkeren Een keuze uit het] 1980
- Les vieux loups de mer (Editions Glénat) -1985- Edition originale [nl: Tussen wal en schip] 1985